# Авіаудар по штаб-квартирі Хезболли (2024)
27-го вересня 2024 року Хасан Насралла, генеральний секретар Хезболли, загинув у результаті ізраїльського авіаудару у Бейруті. Удар відбувся під час зустрічі лідерів Хезболли в штаб-квартирі, розташованій під землею під житловими будинками в Харет-Хрейк у передмісті Дахіє на південь від Бейрута. Операція, проведена 119-ю ескадрильєю ВПС Ізраїлю з використанням винищувачів F16I включала скидання понад 80 бомб, у тому числі 907 кг американських бункерних бомб, призначених для знищення підземні структури, а також сусідні будівлі. Армія оборони Ізраїлю дала цій операції кодову назву «Новий порядок» (івр. סדר חדש, трансліт. Seder Hadash).
Спочатку стан Насралли був невідомим, але 28 вересня 2024 року Армія оборони Ізраїлю оголосила про його смерть, пізніше цю заяву підтвердила Хезболла. Його тіло дістали з-під завалів через два дні після удару. Внаслідок атаки загинуло щонайменше 33 людини та понад 195 отримали поранення, у тому числі мирні жителі. Алі Каракі, командир Південного фронту Хезболли, також був убитий під час нападу разом з іншими старшими командирами. За повідомленнями Ірану, також було вбито Аббаса Нілфорушана, заступника командира Корпусу вартових ісламської революції (КВІР) і командувача силами Кудс у Лівані.
Перед нападом прем'єр-міністр Ізраїлю Біньямін Нетаньяху звернувся до Організації Об'єднаних Націй (ООН), підтвердивши прихильність Ізраїлю миру та його поточну кампанію проти Хезболли. Прем'єр-міністр Лівану Наджиб Мікаті засудив цей і попередні удари Ізраїлю по Лівану і засудив триваючі атаки Ізраїлю як «війну на винищення». Раніше у вересні відбулися деякі з найсерйозніших втрат Хезболли, включаючи вибухи 17 і 18 вересня її портативних пристроїв зв'язку та вбивство 20 вересня Ібрагіма Акіла, командира елітного підрозділу Редвана. Сила. У липні в Бейруті також був убитий інший високопоставлений військовий лідер Хезболли, Фуад Шукр. З 23 вересня 2024 року, коли Ізраїль почав свої авіаудари по Лівану, ізраїльські атаки призвели до загибелі понад 700 людей, поранення понад 5000, і переміщення сотні тисяч ліванських мирних жителів.
Наступного дня після нападу ХАМАС на Ізраїль 7 жовтня 2023 року Хезболла також приєдналася до конфлікту з Ізраїлем, заявивши про солідарність із «палестинським опором». Насралла сказав, що «Хезболла» прагне «виснажити ресурси Ізраїлю», змусивши його воювати на два фронти. Відтоді Хезболла та Ізраїль брали участь у транскордонних військових обмінах, які призвели до витіснення цілих громад в Ізраїлі та Лівані, завдавши значної шкоди будівлям і землям вздовж кордону. З 7 жовтня 2023 року по 20 вересня 2024 року було здійснено 10 200 атак, з яких Ізраїль здійснив 8300.
Понад 96 000 людей в Ізраїлі та приблизно півмільйона у Лівані були переселені. Станом на 24 серпня 2024 року в Лівані було підтверджено щонайменше 564 загиблих, у тому числі 133 цивільних. Ізраїль і Хезболла підтримували свої атаки на такому рівні, який завдає шкоди, не переростаючи у повномасштабну війну.
Хезболла заявила, що продовжуватиме свої напади Ізраїль, доки Ізраїль не припинить свої операції в Газі . Ізраїль вимагав від Хезболли виконати резолюцію 1701 Ради безпеки ООН (1701 РБ ООН) і вивести свої сили на північ від річки Літані . І Ізраїль, і Хезболла мають невиконані зобов'язання згідно з резолюцією РБ ООН 1701. Дипломатичні зусилля, очолювані представником США Амосом Гохштайном і Францією, поки що не принесли результату у врегулюванні конфлікту. Пізно ввечері 16 вересня 2024 року Кабінет безпеки Ізраїлю встановив нову мету війни між Ізраїлем і ХАМАС: безпечне повернення на північ жителів, переміщених через транскордонний конфлікт з Ліваном. Ця мета була додана до двох існуючих цілей: ліквідація ХАМАС і забезпечення звільнення заручників, захоплених під час терактів 7 жовтня.
17 і 18 вересня 2024 року тисячі портативних пейджерів і рацій вибухнули в скоординованій серії атак. В результаті вибухів загинуло 42 людини і щонайменше 3500 отримали поранення, у тому числі багато мирних жителів. Неназваний офіційний представник Хезболли повідомив Reuters, що 1500 бійців Хезболли були виведені з бою через поранення. Попри те, що Ізраїль заперечує причетність до атаки, неназвані ізраїльські джерела повідомили Reuters та іншим ЗМІ, що вона була організована ізраїльською розвідувальною службою (Моссад) разом з військовими.
У відповідь Хезболла, яка описала напад як можливе оголошення війни Ізраїлю, завдала ракетного удару по півночі Ізраїлю через кілька днів. 20 вересня 2024 року напруга ще більше зросла після того, як Ібрагім Акіл був убитий під час ізраїльського удару в Бейруті разом з іншими старшими командирами підрозділу. Після рекомендацій ліванським громадянам евакуюватися, Ізраїль почав авіаудари 23 вересня.
25 вересня Сполучені Штати та Європейський Союз опублікували заяву із закликом до 21-денного припинення вогню. Заяву також підписали Австралія, Канада, Франція, Німеччина, Італія, Японія, Саудівська Аравія, Об'єднані Арабські Емірати, Велика Британія та Катар. Офіційні особи США заявили, що Нетаньяху погодився на це, але наступного дня Нетаньяху заперечив будь-яку причетність до цього плану, викликавши американських чиновників, як повідомляється, у «люті». Пізніше Нетаньяху відмовився, заявивши, що поділяє цілі пропозиції США.

### Хасан Насралла

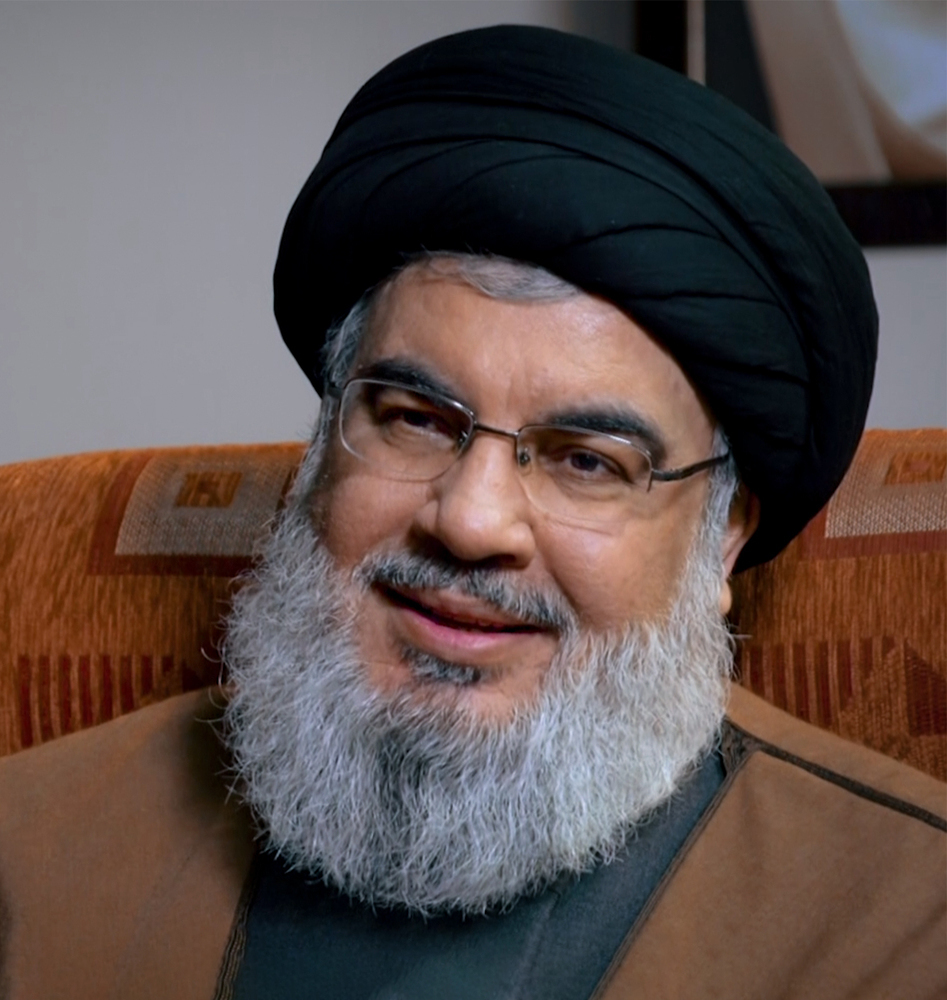
Насралла, зображений у 2019 році

Хасан Насралла був політичним лідером руху Амаль, але залишив його після початку ізраїльського вторгнення до Лівану в 1982 році . Він приєднався до Хезболли незабаром після її створення, і став її генеральним секретарем у 1992 році.  Він одразу ж вирішив зосередити «Хезболлу» на боротьбі з ізраїльською окупацією південного Лівану. Він очолив Хезболлу для боротьби проти ізраїльських військових операцій 1993 та 1996 років, а після різанини в Кані його популярність у Лівані стрімко зросла.  Час його командування перетворив Хезболлу на найбільш озброєну недержавну силу у світі, а її воєнізоване крило за силою переважає Ліванську армію. Його промови часто включали антиізраїльські та антизахідні настрої. Насралла також був тісно пов'язаний з Іраном і впливав на Хезболлу іншими значними способами протягом свого перебування на посаді.
Хоча в 1990-х роках Насралла був дуже популярний серед ліванських шиїтів — і певною мірою в арабському та мусульманському світі  — ізраїльський та американський уряди його відверто не любили.  Однак роль «Хезболли» у влаштуванні засідки на ізраїльський прикордонний патрульний підрозділ перед Ліванською війною 2006 року була предметом місцевої та регіональної критики. Під час громадянської війни в Сирії Хезболла воювала на боці Башара Асада. Хоча Хезболла допомогла Асаду утриматися при владі, популярність Хезболли різко впала, оскільки Асад став ізгоєм в арабському світі.
Популярність Хезболли знову зросла після початку бойових дій між Ізраїлем і Хезболлою в жовтні 2023 року. Під його керівництвом «Хезболла» зазнала критики за ймовірну причетність до вбивства прем'єр-міністра Лівану Рафіка Харірі у 2005 році і вибуху в порту Бейрута у 2020 році. Він також постійно просував «Осі опору», мережу підтримуваних Іраном збройних формувань, які зосереджені на протистоянні Ізраїлю та Сполученим Штатам.
У жовтні 1992 року Ізраїль намагався вбити Насраллу.  У травні 2004 року ліванські офіційні особи заявили, що зірвали ізраїльську змову з метою вбивства Насраллу.  Під час війни 2006 року Ізраїль скинув велику кількість бомб на будівлі, в яких міг перебувати Насралла. 
Офіційний представник США інформував ABC News, що Насралла та кілька його партнерів перебували в Бейруті з коротким візитом під час протестів. Згідно з The New York Times, ізраїльські лідери вели спостереження за місцезнаходженням Хасана Насралли протягом місяців і вирішили націлитися на нього за тиждень до можливого вбивства, вважаючи, що у них обмежений час, перш ніж він може переїхати в інше місце.